# Schedocleidochasma porcellanum
Schedocleidochasma porcellanum är en mossdjursart som först beskrevs av Busk 1860.  Schedocleidochasma porcellanum ingår i släktet Schedocleidochasma och familjen Phidoloporidae. Inga underarter finns listade i Catalogue of Life.